# 広島県立三原特別支援学校
広島県立三原特別支援学校（ひろしまけんりつ みはらとくべつしえんがっこう）は、広島県三原市小泉町にある県立特別支援学校。
大崎上島町に大崎分教室がある。
なお、過去には尾道市因島大浜町にしまなみ分級があったが、2012年に広島県立尾道特別支援学校に移管され広島県立尾道特別支援学校しまなみ分校と改組された。

## 所在地
- 〒729-2361 広島県三原市小泉町199-2

## 学部
- 小学部
- 中学部
- 高等部

## 沿革
- 1978年（昭和53年）4月1日 - 開校[1]。
- 1979年（昭和54年）4月1日 - 中学部設置。
- 1980年（昭和55年）4月1日 - 高等部を設置。また、広島県立三原養護学校瀬戸田分級を瀬戸田町立南小学校敷地内に設置[1]。
- 1982年（昭和57年）4月1日 - 広島県立三原養護学校大崎分教室を設置。
- 2007年（平成19年）
  - 04月1日 - 校名を広島県立三原養護学校から広島県立三原特別支援学校と改称。
  - 12月1日 - 広島県立三原特別支援学校瀬戸田分級を尾道市立大浜小学校の跡地に移転。また、移転に伴い広島県立三原特別支援学校しまなみ分級と改称[1]。
- 2012年（平成24年）4月1日 - 同校しまなみ分級が再編整備により広島県立尾道特別支援学校に移管。また、移管に伴い広島県立尾道特別支援学校しまなみ分校と改組[1]。